# Eneida
Eneida je ep rimskega pesnika Vergila, ki ga je napisal med letoma 29. in 19. pr. n. št., in pripoveduje legendarno zgodbo o Eneju, Trojancu, ki je potoval v Italijo, kjer je postal prednik Rimljanov. Vsebuje 9896 vrstic v daktiličnem heksametru. Prvih šest od dvanajstih spevov pesmi pripoveduje zgodbo o potovanjih Eneja iz Troje v Italijo, druga polovica pesmi pa govori o končno zmagoviti vojni Trojancev nad Latinci.
Junak Enej je bil že poznan v grško-rimski legendi in mitu, saj je bil lik v Iliadi. Vergil je prevzel nepovezane zgodbe o Enejevih potepanjih, njegovi nejasni povezanosti z ustanovitvijo Rima in opisoval kot osebnost drugih nespremenljivih značilnosti, razen skromne piete in oblikoval Eneido v prepričljiv ustanovni mit ali nacionalni ep, ki je Rim povezal z legendo o Troji, razlagal punske vojne, poveličeval tradicionalne rimske kreposti in legitimiral julijsko-klavdijsko dinastijo kot potomce ustanoviteljev, junakov in bogov Rima in Troje.
Eneida splošno velja za Vergilovo mojstrovino in eno največjih del latinske literature.

## Zgradba
Eneida je razdeljena na dvanajst spevov. Prvih šest spevov je podobnih Homerjevi Odiseji, ker opevajo Enejeve vožnje po morju, spomine na Trojo ter njegovo potovanje v podzemlje. Drugih šest spevov pa spominja na Iliado, ker opevajo boje Trojancev z italskimi domačini. 
Ep obsega nekaj manj kot 10.000 verzov, šestomerov, ter ni povsem dokončan. 
Vergil se naslanjal predvsem na Odisejo. Tako srečamo v Eneidi še veliko podobnih prizorov, verzov in izrazov, ki so podobni tistim v Homerjevih Iliadi in Odiseji.
Razen Odiseje in Iliade je Vergil uporabil še druge grške epe, med drugimi rimskimi pesniki pa se je naslonil na Nevija, Enija in Lukrecija. Vedno pa je ostal samostojen in izviren. Novost v primerjavi s Homerjem so rimska imperialna ideja celote, novo pojmovanje zgodovine in tudi ljubezenska motivika. Vergilov ep je bolj racionalen in umeten, v slogu je več subjektivnosti in slikovitosti. V ospredju so moralne in domoljubne ideje.

## Vsebina
Eneida opisuje pot trojanskega junaka Eneja v Lacij in pa vojno, ki izbruhne s tamkajšnjimi staroselci. Po rimskih mitoloških predstavah je Enej ustanovil mesto Lavinij, Enejev sin Jul pa Albo Longo, naselbino, iz katere sta izvirala Romul in Rem, ustanovitelja Rima. Iz Jula je izhajala tudi julijska rodbina, ki ji je pripadala prva rimska cesarska dinastija. 

### Oris poti
Troja (Enej zapusti Trojo z dvajsetimi ladjami.)
Trakija (Enej hoče zgraditi naselbino, a glas Polidorja, Priamovega sina, ga opominja, naj beži iz te dežele.)
Dele (Enej dobi naročilo, naj poišče deželo, od koder prihaja njegov rod.)
Kreta (Enej ustanovi mesto Pergameja, toda prikaznih v sanjah ga poučijo, da je njegov cilj Italija.)
Otok Strofokade v Jonskem morju (Tu jih napadejo harpije. Najstarejša med njimi jim prerokuje, de bo Enejevo ljudstvo še veliko trpelo, preden bo prišel do Italije.)
Akcij (Enej slavi igre v čast Apolonu.)
Epirska obala (Gostoljubno jih sprejme Helen in jim prerokuje, kaj vse se jim bo še pripetilo.)
Dežela Kiklopov (Srečajo Ahemenida, Odisejevega tovariša, in vidijo Polifema, ki si je prišel izpirat oko.)
Drepanska luka (Umre oče Anhies.) 
Nastane velik vihar, ki jih zanese na afriško obalo.
Kartagina (Merkur pripravi pri Kartažanih in kraljici Didoni gostoljuben sprejem. Kraljica odvede goste v svojo palačo in pripravi sijajno gostijo. Enej pripoveduje Dioni o svojih doživljajih. Enej po Jupitrovem naročilu odjadra dalje.)
Sicilija (Gostoljubno jih sprejme prijatelj Acest. Priredijo bojne igre v čast očetu Anhisu. Eneju se v sanjah prikaže njegov oče, ki mu veli, naj žene in nevojake pusti na Siciliji, sam pa naj z izbranimi tovariši odjadra dalje proti Italiji.)
Kumska obala (spodnja Italija) (Enej obišče prerokinjo Sibilo, ki ga odpelje v podzemlje. Najprej prideta v Orkus, kjer Enej zagleda Diono, ta pa z njim noče niti govoriti. Nato prideta v Elizij, kjer najde svojega očeta. Zdajci odide iz spodnjega sveta in nadaljuje potovanje.)
reka Tibera – končni cilj
Lacij (Enej pošlje kralju Latinusu sle z darili in prošnjo, da bi jim dal nekaj zemlje. Latinus hoče dati Lavinijo Eneju za ženo, a Alekta zaplete narod v spor s Trojanci)
Palantej (Enej odide h kralju Eundru, ta mu obljubi pomoč v vojni.)
Etrurija (Enej s Palantom poskuša tudi tam izprositi vojaško pomoč.)
Lacij (Zadnje bitke med Enejem in Turnom.)

### Prvi spev
Boginja Junona v sovraštvu do Trojancev povzroči nevihto, ki zdesetka ladjevje skupine beguncev iz uničene Troje, ki jo vodi Enej. Trojanci so prisiljeni pristati na afriški obali blizu Kartagine, kjer je pravkar zavladala kraljica Didona. Trojanci so s pomočjo Venere, Enejeve matere, v mestu lepo sprejeti.

### Drugi spev
Enej na gostiji pri kraljici Didoni pripoveduje o padcu Troje. Iz gorečega mesta je zbežal skupaj s sinom Askanijem (znanim tudi kot Jul), očetom Anhizom in svojimi penati, domačimi božanstvi. Na poti je izgubil svojo ženo Kreuzo.

### Tretji spev
Enej nadaljuje svojo pripoved. Trojanci so izvedeli, da jih na zahodu po prerokbah čaka nova domovina, vendar jo zaman iščejo. Anhiz umre.

### Četrti spev
Venera Kartažanom ne zaupa in želi Trojancem zagotoviti varnost. Zato ugrabi Askanija in na gostijo v njegovi podobi pošlje Amorja; ko Didona dečka ljubkuje, to povzorči, da se zaljubi v Eneja. Didona svoja čustva zaupa sestri Ani, kmalu zatem pa z Enejem začneta ljubezensko razmerje.
Glasnik bogov Merkur Eneju najprej v sanjah, nato pa še osebno naroči, naj sledi svoji usodi in se podviza v Italijo. Enej nemudoma zapusti Didono, ki v obupu sklene napraviti samomor in napove, da bo iz njenih kosti vstal maščevalec. Zabode se in se vrže v gorečo grmado. Ko umira v sestrinem naročju, Junona pošlje Irido (Mavrico), da ji vzame življenje in tako skrajša njene muke.

### Peti spev
Trojanci prispejo na Sicilijo in tam priredijo igre na čast Anhizu ob obletnici njegove smrti.

### Šesti spev
Enej prispe v Italijo, v Kume. Tam se obrne na oraklja in obišče podzemlje, kjer sreča senco v Troji padlega znanca Deifoba. Sreča tudi Didono, ki pa ne želi govoriti z njim. Govori tudi s Palinurjem, svojim krmarjem, ki je v skladu z usodo utonil na poti v Italijo. Na Elizijskih poljanah se snide z Anhizom, ki mu razkrije bodočo veličino Rimljanov.

### Sedmi spev
Trojanci naposled prispejo v Lacij, deželo ob izlivu reke Tibere. Ko sedejo k obedu, jedo tako hlastno, da Askanij v šali vpraša, ali bodo pojedli tudi mize, in s tem nevede izpolni prerokbo harpij: Trojanci spoznajo, da so v deželi, ki jim je usojena. Enej obišče tamkajšnje mesto Lavrent in tam sklene zavezništvo s kraljem Latinom, ki mu obljubi roko svoje hčere Lavinije.
Junona v Lacij pošlje diro Alekto, ki obsede Latinovo ženo Amato in rutulskega poglavarja Turna, prejšnjega Lavinijinega snubca: oba zblaznita in terjata vojno. Naposled Alekto Julu na lovu spodbode pse, da v gozdu izsledijo srnjaka, ki je v resnici domači ljubljenček v družini Tira, oskrbnika kralja Latina. Jul srnjaka smrtno rani: žival pobegne in vpričo Latincev pogine, kar je povod za izbruh vojne med Latinci in Trojanci. Spev se zaključi s katalogom junakov, ki korakajo v vojno.

### Osmi spev
Enej po nasvetu bogov odpluje po Tiberi navzgor do Palatina, ki je takrat še pastirska naselbina in središče majhne države arkadijskih Grkov pod kraljem Evandrom. Tam sklene zavezništvo z Evandrom in pa z močno zvezo Etruščanov. Spoprijatelji se z Evandrovim sinom Palantom.
Od Venere prejme ščit, ki ga je izdelal Vulkan. Na njem je prikazana bodoča rimska zgodovina, med drugim tudi bitka pri Akciju.

### Deveti spev
Italci oblegajo trojanski tabor, ki pod Julovim vodstvom le s težavo vzdrži napad. Sam Turnus uspe celo prodreti v notranjost.
Trojanska mladeniča Evrial in Niz sta poslana k Eneju, da bi ga obvestila o kritični situaciji. A ko se kradeta skozi vrste oblegovalcev, začneta pobijati in pleniti Italce. Nazadnje ju Italci ujamejo in ubijejo.

### Deseti spev
Enej se vrne k trojanskemu taboru, v odločilnem trenutku poseže v bitko in obrne vojno srečo.
Turn v dvoboju ubije Palanta in upleni njegov pas. Enej nato v besu pobije mnogo italskih veljakov, med drugim tudi Mezencija, pomembnega Turnovega etruščanskega zaveznika.
Junona sklene Turna umakniti iz nevarnosti. V bitko pošlje prikazen v obliki Eneja, ki Turna zvabi na ladjo, zasidrano v bližini. Nato ladjo odveže.

### Enajsti spev
Enej ponudi premirje, vendar ga Italci zavrnejo. Ponovno izbruhne spopad.
Aruns ubije bojevnico Kamilo, poveljnico italske konjenice, vendar tudi njega samega doleti smrt.

### Dvanajsti spev
Enej in Turn se z jutranjim obredom zavežeta, da bo vojno odločil njun dvoboj. Vendar na Junonino pobudo vodna nimfa Juturna, Turnova sestra, izzove vnovičen spopad med sprtima stranema. Eneja zadane puščica neznanega vojščaka in se mora umakniti. Italci v bitki prevzamejo pobudo in prodrejo vse do trojanskega tabora. Zdravilec Japiks hitro pozdravi Enejevo rano z zvarkom, ki mu ga skrivaj nastavi Venera.
Trojanci izpadejo iz tabora in njihov protinapad uspe. Enej se skuša soočiti s Turnom in ga zasleduje, vendar Juturna zavzame podobo Turnovega kočijaža in Turnov voz drži stran od nevarnosti. Enej neha zasledovati Turna in napade slabo branjeni Lavrent. Ko kraljica Amata vidi trojanski prodor proti mestu, se misleč, da je bil Turn že ubit, obesi. Ko Turnus izve za trojanski napad, se vrne k Lavrentu, prekine bitko in pristane na dvoboj z Enejem.
Ob začetku dvoboja se Turnov meč zlomi, vendar mu Juturna prinese drugega. Medtem Junona Jupitru pove, da v vojni več ne sodeluje. Z njim se dogovori, da bo po vojni nastalo ljudstvo ohranilo latinski značaj, četudi bo zavladala Enejeva rodbina. Jupiter nad Turna pošlje diro v obliki sove, ki ga v boju ovira. Ko to vidi, se Juturna obupana umakne nazaj v svoja vodovja.
Enej prestreli Turnovo stegno in ta se sesede. Turn prosi za milost in Enej okleva. A ko na Turnovem ramenu zagleda jarem, ki ga je uplenil s Palantovega trupla, Eneja popade bes in Turna pokonča.